# Le Silence (Doctor Who)
Pour les articles homonymes, voir Le Silence.
 (janvier 2014).
 (janvier 2014).
Si vous disposez d'ouvrages ou d'articles de référence ou si vous connaissez des sites web de qualité traitant du thème abordé ici, merci de compléter l'article en donnant les références utiles à sa vérifiabilité et en les liant à la section « Notes et références ».
Le Silence est un ordre religieux fictif qui apparaît dans la série télévisée de science-fiction Doctor Who. Ses membres sont des extraterrestres humanoïdes dont les caractéristiques physiques, les pouvoirs psychiques et les sombres intentions ont été conçus pour en faire les antagonistes les plus terrifiants de la série. Ils ont été créés par le producteur exécutif Steven Moffat.
Leurs principales caractéristiques sont leur capacité à déclencher une amnésie ainsi que leur pouvoir de persuasion. Détourner le regard d'un membre du Silence provoque un oubli immédiat de leur existence, mais le sujet conserve les « ordres » proférés par le Silence. Cela permet à cet ordre de rester un ordre occulte manipulant les gouvernements et d'avoir une influence importante, toutefois dissimulée à travers l'Histoire. Il est difficile de les localiser et de leur résister, et donc de combattre cet ordre.
Bien que l'expression « Le Silence tombera » revienne tout au long de la saison 5 en 2010, le Silence n'a pas été vu jusqu'à ce que la saison 6, en 2011, débute avec l'épisode L'impossible Astronaute. Son origine est finalement révélée en 2013 lors de l'épisode spécial de Noël L'Heure du Docteur.
En créant le Silence tel qu'il est montré dans L'impossible Astronaute, Steven Moffat s'est inspiré de Edvard Munch et de sa célèbre peinture de 1893 Le Cri, ainsi que des Hommes en noir.

## Création
Le producteur Steven Moffat a créé le Silence. L’acteur Matt Smith, qui joue le onzième Docteur, a appelé ces extraterrestres « les monstres les plus effrayants de l'histoire du show » et Karen Gillan, qui joue la compagne du Docteur, Amy Pond, a dit que le Silence pourrait « effectivement rivaliser avec les Anges Pleureurs en termes de frayeur ».
Le Silence, à l'écran pour la première fois dans l'épisode L'impossible Astronaute, ressemble à de grands humanoïdes avec des têtes bulbeuses et sans bouche, un visage osseux, en partie inspirés par la peinture Le Cri d’Edvard Munch. Leurs yeux sont enfoncés dans leur orbite et la peau de leurs joues est étendue jusqu'à la pointe de leur menton étroit. Leurs grandes mains ressemblent à une main humaine, au majeur coupé. Ils parlent à voix basse, même s'ils n'ont pas de bouche apparente. Les extra-terrestres affiliés au Silence vus à ce jour dans la série ont été habillés en costumes noirs avec une texture inhabituelle. Selon Steven Moffat, leur ressemblance avec Le Cri de Munch n'est pas un hasard : bien que les humains ne sont pas conscients de leur existence, un « inconscient » du Silence peut se manifester dans ses œuvres. Ils sont aussi en partie inspirés par des figures mythologiques connues comme les « hommes en noir », devenus populaires parmi les théories complotistes sur les OVNI au cours des années 1950 et 1960, ainsi que les extra-terrestres appelés Petit-Gris. Leurs mains ont quatre doigts avec un doigt bien plus grand, inspiré par le lémurien aye-aye[citation nécessaire].
Les critiques ont noté que, dans la création du Silence vu dans L'impossible Astronaute, Steven Moffat utilise à nouveau un « gimmick » psychologique,. Le Silence n'est visible qu'en les regardant directement et ils sont immédiatement oubliés une fois hors du champ de vision. Pour garder une trace de leurs rencontres avec le Silence, les amis du Docteur marquent des lignes sur leurs corps ou utilisent des appareils audio-enregistreurs incorporés dans leurs mains pour leur faire savoir s'ils ont vu le Silence. Les êtres du Silence peuvent également utiliser une décharge d'énergie de leurs mains pour tuer quelqu'un, ne laissant que des débris, tout en absorbant et évacuant cette énergie. Le Docteur croyait qu'ils avaient ordonné à l'humanité d’aller sur la Lune, tout simplement pour créer une combinaison spatiale pour leurs besoins.

## Apparitions
L'expression sinistre et inexpliquée « Le Silence tombera » est entendue à plusieurs reprises dans la cinquième saison de Doctor Who, en 2010. Le fil de l'intrigue est laissé ouvert dans le final de la saison, La Pandorica s'ouvre, où la force responsable de la destruction du TARDIS est laissée non-identifiée. Le Silence est introduit ensuite comme une espèce plutôt qu'un mouvement religieux dans le premier épisode en deux parties de la sixième saison. Plus tard dans la série, le Silence se révèle être un mouvement religieux composé des espèces du même nom. La religion tient son nom de la prophétie, qui dit que lorsque la plus ancienne question dans l'univers trouvera une réponse, le silence tombera (ou devra tomber). Comme le docteur est prédestiné à répondre à la question, le Silence poursuit l'objectif de faire de sa mort un point fixe dans le temps et à l'empêcher de répondre à la question.
L’espèce-dite du Silence est introduite dans l'épisode L'impossible Astronaute, où un Silence observe la mort du Docteur du futur (Matt Smith) dans l'Utah. Peu de temps après et ignorant que ses compagnons River Song (Alex Kingston), Amy (Karen Gillan) et Rory (Arthur Darvill) rencontrent son soi-futur et sont témoins de sa mort, le Docteur les emmène en 1969, où ils affrontent le Silence qui manipule le gouvernement des États-Unis. En voyant l'enregistrement d'un message silencieux « vous devriez tous nous éliminer un par un » sur un vidéophone lors de la retransmission télévisée de la mission Apollo 11, la population de la Terre reçoit l'ordre de tuer tous les Silence, même si elle ne se souviendra pas de l'avoir fait. Dans le processus, le groupe du Docteur rencontre une mystérieuse jeune fille dans la même combinaison d'astronaute que portait l'agresseur qui tua le futur Docteur. Plus tard dans la série, cette fille se révèle être la fille d'Amy et Rory, Melody Pond, qui est aussi une version plus jeune de River Song. Elle a été enlevée lorsqu’elle était bébé, dans La Retraite du démon, par Mme Kovarian (Frances Barber), afin de devenir une arme contre le Docteur : ses traits génétiques de Seigneur du Temps font d'elle une candidate idéale pour tuer le Docteur. Dans Allons tuer Hitler, il est établi que « l'ordre religieux » apparent du Silence et l'Académie de la question sont responsables du lavage de cerveau de River. Finalement, River va à l'encontre de son programme et sauve la vie du Docteur. Après avoir attendu son heure jusqu'à ce que les conditions soient réunies, Kovarian et les Silence enlèvent River dans Tournée d’adieux, et l'obligent à adopter son rôle dans la mort du Docteur au lac Silencio, comme on le voit dans L'impossible Astronaute. Dans Le Mariage de River Song, beaucoup de Silence apparaissent dans une poche d'univers causée par River, qui refusera de tirer sur le Docteur. Les coques oculaires portées par Mme Kovarian et d'autres sont révélées être des « Lecteurs d’œil externes », permettant à la mémoire de percevoir la présence du Silence et d'en garder le souvenir. Le Silence montre cependant qu'il a le pouvoir de tuer à distance les personnes qui portent ces lecteurs, et ils trahissent Kovarian en la tuant. Le Docteur apprend aussi qu'ils voulaient le tuer, pour prévenir un événement prédestiné où il sera obligé de répondre à la plus ancienne question de l'Univers (qui s'avère être le nom de la série, « Docteur qui » ?).
Les origines du Silence sont révélées dans L'Heure du Docteur. Ils sont des prêtres génétiquement modifiés appartenant à l'Église du Papal Mainframe ; leur but initial était de forcer les pénitents à confesser leurs péchés avant qu'ils puissent oublier leurs aveux immédiatement après avoir détourné le regard (le but de leur pouvoir électrique n'a jamais été expliqué). Pendant des centaines d'années d’impasse au-dessus de la planète Trenzalore, où le Docteur a refusé de donner son véritable nom, de peur de libérer les horreurs d'une nouvelle Guerre du Temps sur l'univers, le Papal Mainframe est devenu l'Église du Silence, faisant de sa mission primaire le maintien du silence du Docteur. Les actions de ce groupe dissident conduisent finalement à l'apparition de fissures dans l'univers qui ont amené l'Église à Trenzalore en premier lieu. Lorsque l'impasse se termine, Trenzalore est alors plongé dans la bataille, le Silence reste (encore fidèle à la Papal Mainframe) et lutte aux côtés du Docteur pour protéger les habitants de la planète contre les Daleks. Un Silence réapparaît, enfermé dans une prison spatiale extra-terrestre où est également emprisonné le Docteur dans l'épisode spécial de 2021, La Révolution des Daleks.